# 우사미 다카시
우사미 다카시(일본어: 宇佐美 貴史, 1992년 5월 6일 ~ )는 일본의 축구 선수로, 현재 일본 J1리그 감바 오사카에서 공격형 미드필더와 윙어로 뛰고 있다.

## 선수 경력
우사미는 교토부 나가오카쿄시 출신으로, 나가오가쿄 SS, 감바 오사카 유스를 거쳐 2009년 감바 오사카에서 프로 선수 생활을 시작하였다. 2009년 5월, AFC 챔피언스리그 FC 서울 전에서 팀 선발 선수가 되면서 감바 오사카 사상 최연소 데뷔 기록을 경신했으며, 같은 달 가시마 앤틀러스 전에서 J리그 첫 경기를 뛰었다.
하지만, 우사미는 같은 해 11월 열린 FIFA U-17 월드컵에서 세 경기에 출전했지만 한 골도 넣지 못했고, 일본은 세 경기 모두 패해 조 최하위로 탈락하였다. 이후 우사미는 리그에서도 자리를 잡지 못해 2009년 공식 출장한 경기는 4경기에 불과했다.
2010년 4월, 당초에는 주전 선수가 아니었던 우사미는 J리그 시즌 6번째 경기 오미야 아르디자 전에서 동점골을 어시스트하며, 다섯 경기 연속 무승을 기록하고 있던 팀의 리그 첫 승리에 공헌하였다. 같은 달 FC 도쿄 전에서 리그 첫 골을 기록했으며, AFC 챔피언스리그 수원 삼성 전에서 로스 타임에 결승골을 넣어 팀의 역전승에 기여하였다. 같은 해 10월, AFC 19세 이하 청소년 선수권 대회에서 베트남 전에서 해트트릭을 기록하는 활약을 보였으며, 일본은 이 대회에서 8강에 그쳤다. 감바 오사카에서는 시즌 중반에 주전으로 정착했으며, 2010년 J리그에서의 활약으로 2011년 AFC 아시안컵 예비 등록 선수로 선택되기도 하였다.
2011년, J리그 개막전부터 공식 경기 8경기 연속 무득점이 계속되면서 주전에서 밀렸지만, 같은 해 5월 AFC 챔피언스리그 톈진 터다 전에서 시즌 첫 골을 넣고, 며칠 후 아비스파 후쿠오카 전에서 시즌 첫 골을 넣었다.
6월, 독일 분데스리가의 바이에른 뮌헨으로 완전 이적 옵션이 있는 1년 임대 이적이 확정되었다. 7월 중반 팀에 합류하여 10월 26일 잉골슈타트와의 DFB-포칼 경기에서 데뷔골을 넣었지만 리그경기에서는 거의 출전하지 못했고 결국 2군팀인 바이에른 뮌헨 II 팀으로 밀려났지만 그곳에서도 제대로 활약을 보여주지 못한채 임대 기간이 종료되었다.
2011-12 시즌 종료 후 호펜하임으로 임대 이적하여 리그 20경기에 출전하였으나 2골에 그친 채 원 소속팀 감바 오사카로 복귀하였다. 2012년 하계 올림픽에 참가할 일본 U-23 국가대표팀에 발탁되었으며, 4강 진출.
2015년 3월 27일 튀니지과의 경기에서 일본 국가대표팀에 데뷔, 2015년 15경게 출전하여 2골을 기록하였다. 
2015-16 시즌 도중 독일 분데스리가의 FC 아우크스부르크로 이적하였다. 그러나 이적이후로 단 한경기도 못 뛰고있고, 최근들어서는 교체명단에도 제외되었다.
결국 이러한 부진속에 팀에서 또 다시 멀어지자 2부리그인 2 분데스리가의 포르투나 뒤셀도르프로 임대이적하였다.
2018년 FIFA 월드컵에 참가할 일본 국가대표팀에 발탁되었으며, 16강 진출. 그는 2019년까지 국제 A매치 통산 27경기에 출전, 3득점을 넣었다.

## 통계
| 일본 | 일본 | 일본 |
| 연도 | 출전 | 득점 |
| ---- | ---- | ---- |
| 2015 | 13   | 2    |
| 2016 | 5    | 1    |
| 2017 | 1    | 0    |
| 2018 | 7    | 0    |
| 2019 | 1    | 0    |
| 통산 | 27   | 3    |